# Anigros
Anigros (grek. Ανιγρος) var en flodgud i grekisk mytologi. Han bodde i Elis i Peloponnesos (södra Grekland) och var förmodligen son till titanerna Okeanos och Tethys. Han var far till de så kallade anigriderna. Dessa döttrar var najader och sades ha helande krafter. De som badade i deras vatten kunde också bli botade från hudsjukdomar.